# Бојна лепеза
Бојна лепеза је хладно оружје које се користило у средњовековном Јапану. Бојне лепезе су користили самураји у феудалном Јапану, а сваки примерак био је јединствен не само по шари и димензијама, већ делимилчно и по конструкцији и намени. 
Постоји више врста бојних лепеза:
- Сигналне лепезе, велике гвоздене лепезе које су користили официри, а које су у случају потребе могле послужити и као оружје или штит. (Понекад су се за сигнализацију користиле и обичне лепезе које нису биле погодне за борбу.)
- Обичне лепезе које су ратници носили да би се хладили, али које су биле направљене од метала да би се у случају нужде могле користити и за борбу.
- Борбене лепезе прерушене тако да изгледају као обичне лепезе, било лепезе направљене од метала које су се могле стварно и користити за хлађење, било гвоздене мотке које су само изгледале као лепезе. Оне се могу кришом унети тамо где обично оружје није дозвољено.